# Geert Hanssens
Pour les articles homonymes, voir Hanssens.
Geert Hanssens, né à Uccle 13 juillet 1964 , est un bassiste et chanteur belge, connu comme cofondateur du groupe pop Clouseau.

## Biographie
Geert Hanssens, né d'un père médecin de Rhode-Saint-Genèse, suit les cours de médecine à l'université de Gand. Bassiste, il fonde avec Koen Wauters le groupe Clouseau & Friends, renommé rapidement Clouseau. Très vite, il quitte le groupe pour se consacrer à ses études.
Il est connu pour avoir écrit, en 1987, les paroles et la musique d'un des plus grands succès du groupe, Anne. Cette chanson d'amour, qui lancera le groupe, a été chantée par le groupe lors des présélections du Concours Eurovision de la chanson de 1989.
Son nouveau groupe, Cherchez la femme, sort son premier CD en mai 2014. La chanteuse est Chris Mazarese.
Hanssens est médecin à Rhode-Saint-Genèse, commune où il réside.